# Rihanna 777 Documentary... 7Countries7Days7Shows
Rihanna 777 Tour… 7 Countries, 7 Days, 7 Shows é o terceiro álbum de vídeo da cantora barbadense Rihanna, lançado a 7 de Maio de 2013 em vários países através da Universal Music Group. Com formato em DVD, é uma versão editada do documentário que foi transmitido pela Fox Network no dia anterior à sua edição. Inclui os bastidores da 777 Tour, uma digressão que consistiu em sete concertos, em sete cidades e países diferentes com a companhia de fãs e 150 jornalistas. A fim de promover o sétimo disco de originais Unapologetic.

## Antecedentes
No final do mês de Outubro de 2012, foi confirmado que Rihanna iria embarcar numa digressão promocional intitulada 777 Tour, que teria início a 14 de Novembro de 2012 e término a 20 do mesmo mês. O conceito passou por realizar sete concertos em sete cidades e países diferentes na América do Norte e Europa, a fim de promover a edição de Unapologetic. A turné consistiu na presença de um grupo de fãs e 150 jornalistas a representar 82 países a bordo de um Boeing 777 de arena em arena, com a companhia da própria artista. O locutor Wilson Honrado da estação Rádio Comercial foi o escolhido para representar Portugal durante a viagem, mais tarde anunciando em exclusivo que a cantora regressaria ao Pavilhão Atlântico em 2013.

## Lançamento
O DVD foi lançado a 7 de Maio de 2013 através da Universal Music Group na Alemanha, Canadá, Estados Unidos, Portugal, entre outros países, sendo que três dias mais tarde seguiram-se os Países Baixos e a Polónia, e finalmente, a 3 de Junho, em França.

## Vendas e certificações
| País/Editora discográfica | Vendas  | Certificação |
| ------------------------- | ------- | ------------ |
| Brasil - ABPD             | 15,000+ | Ouro         |

## Histórico de lançamento
| País           | Data               | Formato | Editora discográfica |
| -------------- | ------------------ | ------- | -------------------- |
| Alemanha       | 7 de Maio de 2013  | DVD     | Universal Music      |
| Austrália      | 7 de Maio de 2013  | DVD     | Universal Music      |
| Canadá         | 7 de Maio de 2013  | DVD     | Universal Music      |
| Estados Unidos | 7 de Maio de 2013  | DVD     | Universal Music      |
| Espanha        | 7 de Maio de 2013  | DVD     | Universal Music      |
| Itália         | 7 de Maio de 2013  | DVD     | Universal Music      |
| Japão          | 7 de Maio de 2013  | DVD     | Universal Music      |
| Portugal       | 7 de Maio de 2013  | DVD     | Universal Music      |
| Suécia         | 7 de Maio de 2013  | DVD     | Universal Music      |
| Países Baixos  | 10 de Maio de 2013 | DVD     | Universal Music      |
| Polónia        | 10 de Maio de 2013 | DVD     | Universal Music      |
| França         | 3 de Junho de 2013 | DVD     | Universal Music      |